# Stratum spinosum
Das Stratum spinosum (auch Stachelzellschicht genannt) ist eine Schicht der Oberhaut (Epidermis), die sich über der Basalschicht (stratum basale) und unterhalb der Körnerschicht (stratum granulosum) befindet. Der Name Stachelzellschicht rührt daher, dass die Zellen bei einer histologischen Verarbeitung schrumpfen und im Präparat dann ein stacheliges Aussehen bekommen.
Im Stratum spinosum sind die Zellen durch Zytoplasmaausläufer mit Desmosomen verbunden. Hier beginnt bereits der als Keratinisierung bezeichnete, schrittweise Verhornungsprozess. Stratum basale und Stratum spinosum werden zusammengefasst als Stratum germinativum (synonym: Keimschicht, Regenerationsschicht) bezeichnet; in der Keimschicht findet die Zellteilung statt.
Im Stratum spinosum befinden sich zudem Abwehrzellen des lymphatischen Systems, die als Langerhans-Zellen bezeichnet werden: Nach der Phagozytose von fremden Material präsentieren sie die Antigene an ihrer Oberfläche und wandern in die nahegelegenen Lymphknoten; es wird vermutet, dass das durch die Langerhanszellen gebildete Protein Langerin eine Barriere gegen das Eindringen von Humane Immundefizienz-Viren (HIV) bildet.